# Výrov
Výrov är en ort i Tjeckien.   Den ligger i regionen Plzeň, i den västra delen av landet, 70 km väster om huvudstaden Prag. Výrov ligger 445 meter över havet och antalet invånare är 449.
Terrängen runt Výrov är lite kuperad. Runt Výrov är det glesbefolkat, med 18 invånare per kvadratkilometer. Närmaste större samhälle är Kralovice, 2,9 km nordost om Výrov. Trakten runt Výrov består till största delen av jordbruksmark.